# Magneux (Marne)
Magneux é uma comuna francesa na região administrativa do Grande Leste, no departamento de Marne. Estende-se por uma área de 3.19 km², e possui 275 habitantes, segundo o censo de 2018, com uma densidade de 86 hab/km².